# Dolný Kubín
Dolný Kubín es la capital del distrito de Dolný Kubín en la región de Žilina, Eslovaquia, con una población estimada a final del año 2024 de 17 540 habitantes.
Se encuentra ubicada en el centro de la región, cerca del curso alto del río Váh (cuenca hidrográfica del Danubio) y de la frontera con la República Checa y Polonia.

## Demografía
| Año        | 1994   | 2004    | 2014    | 2024    |
| ---------- | ------ | ------- | ------- | ------- |
| Población  | 19 464 | 19 883  | 19 291  | 17 540  |
| Diferencia |        | +2,15 % | −2,97 % | −9,07 % |

| Año        | 2023   | 2024    |
| ---------- | ------ | ------- |
| Población  | 17 600 | 17 540  |
| Diferencia |        | −0,34 % |